# Prin-Deyrançon

Prin-Deyrançon este o comună în departamentul Deux-Sèvres, Franța. În 2009 avea o populație de 591 de locuitori.